# Felletár Béla
Felletár Béla (Szeged, 1932. április 20. – Hódmezővásárhely, 1998. február 4.) magyar zenetanár, helytörténeti kutató.

## Életpályája
A makói József Attila Gimnáziumban érettségizett. 1951-ben a József Attila Tudományegyetem Orosz Intézetében és a Zenekonzervatóriumban klarinét-szolfézs szakon tanult tovább. 1955–1956 között az algyői általános iskola oktatója volt. Innen a hódmezővásárhelyi leánygimnáziumba került, ekkor kezdte el az ELTE magyartanári szakát. 1956. október 25-én Nikolin (Szabó) Éva és vezetésével a leánygimnázium fiatalsága megkoszorúzta a Kossuth szobrot. A forradalom leverése után 1956/57-es tanév végén emiatt felfüggesztették állásából és letartóztatták. A pár hetes vizsgálati fogság után elengedték, de szakmájában nem kapott munkát. Rövid ideig asztalitenisz edző, könyvtári segédmunkás, favágó, kocsirakodó, cséplőmunkásként dolgozott. Egyetemi és zenekonzervatóriumi tanulmányait tovább folytatta és 1959-ben be is fejezte.
Kirekesztettsége négy év (1957–1961) után 1961-ben, a medgyesegyházi gimnázium tanári állásával megszűnt. Két évig a Juhász Gyula Tanárképző Főiskola békéscsabai kihelyezett tagozatán is oktatott. 1968-ban hazajött; óraadónak alkalmazták a Bethlen Gábor Református Gimnáziumban és a Zeneiskolában. A Zeneiskolában 1992-ig - nyugdíjazásáig - dolgozott.
Alapítója volt a Zenebarátok Körének és az Ökumenikus Értelmiségi Körnek, tagja volt a Máltai Szeretetszolgálatnak, a Szeremlei Társaságnak és a Bethlen Baráti Körnek.